# ファビオラ・スルアガ
ファビオラ・スルアガ（Fabiola Zuluaga, 1979年1月7日 - ）は、コロンビア・ククタ出身の女子プロテニス選手。2004年の全豪オープンでベスト4に進出した。シングルス自己最高ランキングは16位。右利き、バックハンド・ストロークは両手打ち。WTAツアーでシングルス5勝を挙げた。

## 来歴
1993年にプロ入り。1994年から女子テニス国別対抗戦・フェドカップのコロンビア代表選手となる。1997年の全仏オープンで4大大会の予選会に初挑戦したが、予選の3回戦で敗れて本戦出場を逃す。（予選会は、3試合を勝ち上がらないと本戦出場資格を得られない。）ズルアガは4大大会予選で4度涙を飲んだが、1998年の全米オープンでついに本戦出場を果たし、本戦の2回戦でアランチャ・サンチェス・ビカリオに挑戦した。1999年から4大大会の顔触れとして定着し、全仏オープンではリンゼイ・ダベンポートとの3回戦に勝ち進んでいる。同年にウィンブルドンの本戦にも初出場したが、1回戦でマリー・ピエルスに敗退する。2度目の全米オープンでは、2回戦でエレーナ・デメンチェワに敗れた。
2000年には全豪オープン本戦にも初出場し、2回戦でジュリー・アラール＝デキュジスに敗れたが、こうしてズルアガはコロンビアのテニスを世界に紹介し始めた。2000年のシドニー五輪のコロンビア代表選手にも選ばれ、女子シングルスでアランチャ・サンチェス・ビカリオとの3回戦まで進出する。同年10月に初来日し、「トヨタ・プリンセス・カップ」と「ジャパン・オープン」を連戦した。
その後故障でしばらくツアーを離れたが、2001年10月に復帰する。2003年のフェドカップで、コロンビア・チームは初めて最上位8ヶ国の「ワールドグループ」進出を果たした。2004年の全豪オープンで、ファビオラ・スルアガはコロンビアの女子テニス選手として史上初のベスト4進出を成し遂げる。準々決勝でフランスのアメリ・モレスモが試合直前に故障を起こしたため、ズルアガは不戦勝で準決勝に進んだが、第1シードのジュスティーヌ・エナン＝アーデンに 2-6, 2-6 で敗れた。この年は全仏オープンでもセリーナ・ウィリアムズとの4回戦に進出し、ここでも自己最高成績を出している。同年のアテネ五輪で2度目のオリンピック出場も果たし、シングルス3回戦でイタリアのフランチェスカ・スキアボーネに敗れた。
2005年1月17日付の女子テニス世界ランキングで、ファビオラ・スルアガはコロンビア人選手として最高順位の「16位」にランクされたが、2005年全米オープンの2回戦でキム・クライシュテルスに敗れた試合を最後に現役を引退した。

## WTAツアー決勝進出結果

### シングルス: 6回 (5勝1敗)
| 大会グレード         |
| -------------------- |
| グランドスラム (0–0) |
| ティア I (0–0)       |
| ティア II (0–0)      |
| ティア III (3–1)     |
| ティア IV & V (2–0)  |

| 結果   | No. | 決勝日         | 大会       | サーフェス | 対戦相手                       | スコア        |
| ------ | --- | -------------- | ---------- | ---------- | ------------------------------ | ------------- |
| 優勝   | 1.  | 1999年2月21日  | ボゴタ     | クレー     | クリスティナ・パパダキ         | 6-1, 6-3      |
| 優勝   | 2.  | 1999年10月10日 | サンパウロ | クレー     | パトリシア・ワーツシュ         | 7-5, 4-6, 7-5 |
| 準優勝 | 1.  | 2000年5月28日  | マドリード | クレー     | ガラ・レオン・ガルシア         | 6-4, 2-6, 2-6 |
| 優勝   | 3.  | 2002年2月24日  | ボゴタ     | クレー     | カタリナ・スレボトニク         | 6–1, 6–4      |
| 優勝   | 4.  | 2003年2月23日  | ボゴタ     | クレー     | アナベル・メディナ・ガリゲス   | 6–3, 6–2      |
| 優勝   | 5.  | 2004年2月29日  | ボゴタ     | クレー     | マリア・サンチェス・ロレンツォ | 3-6, 6-4, 6-2 |

### ダブルス: 1回 (0勝1敗)
| 結果   | No. | 決勝日        | 大会           | サーフェス    | パートナー                 | 対戦相手                              | スコア        |
| ------ | --- | ------------- | -------------- | ------------- | -------------------------- | ------------------------------------- | ------------- |
| 準優勝 | 1.  | 2002年9月22日 | ケベックシティ | ハード (室内) | マリア・エミリア・サレルニ | サマンサ・リーブス ジェシカ・ステック | 6-4, 3-6, 5-7 |

## 4大大会シングルス成績
略語の説明
| W | F | SF | QF | #R | RR | Q# | LQ | A | Z# | PO | G | S | B | NMS | P | NH |

W=優勝, F=準優勝, SF=ベスト4, QF=ベスト8, #R=#回戦敗退, RR=ラウンドロビン敗退, Q#=予選#回戦敗退, LQ=予選敗退, A=大会不参加, Z#=デビスカップ/BJKカップ地域ゾーン, PO=デビスカップ/BJKカッププレーオフ, G=オリンピック金メダル, S=オリンピック銀メダル, B=オリンピック銅メダル, NMS=マスターズシリーズから降格, P=開催延期, NH=開催なし.
| 大会           | 1997 | 1998 | 1999 | 2000 | 2001 | 2002 | 2003 | 2004 | 2005 | 通算成績 |
| -------------- | ---- | ---- | ---- | ---- | ---- | ---- | ---- | ---- | ---- | -------- |
| 全豪オープン   | A    | A    | A    | 2R   | A    | A    | 1R   | SF   | 2R   | 6–4      |
| 全仏オープン   | LQ   | LQ   | 3R   | 3R   | A    | 1R   | 3R   | 4R   | 2R   | 10–6     |
| ウィンブルドン | LQ   | LQ   | 1R   | A    | A    | A    | 2R   | 1R   | A    | 1–3      |
| 全米オープン   | A    | 2R   | 2R   | A    | A    | 2R   | 3R   | 3R   | 2R   | 8–6      |

※: 2004年全豪準々決勝の不戦勝は通算成績に含まない